# Kankipadu
Kankipadu es una ciudad censal situada en el distrito de Krishna  en el estado de Andhra Pradesh (India). Su población es de 14616 habitantes (2011). Se encuentra a 42 km de Guntur y a 14 km de Vijayawada. 

## Demografía
Según el censo de 2011 la población de Kankipadu era de 14616 habitantes, de los cuales 7271 eran hombres y 7345 eran mujeres. Kankipadu tiene una tasa media de alfabetización del 79,39%, superior a la media estatal del 67,02%: la alfabetización masculina es del 83,84%, y la alfabetización femenina del 75,04%.